# Olenecamptus albidus
Olenecamptus albidus es una especie de escarabajo longicornio del género Olenecamptus, categorizada en la tribu Dorcaschematini, de la subfamilia Lamiinae. Fue descrita por Jordan en 1894.

## Descripción
Mide 9,5-16 mm de longitud.

## Distribución
Se distribuye por Costa de Marfil, Etiopía, Gabón, Guinea, Mozambique, República Centroafricana, República Democrática del Congo, República Sudafricana, Sierra Leona, Somalia, Tanzania, Togo y Zimbabue.